# 在インドネシア日本国大使館
在インドネシア日本国大使館（インドネシア語: Kedutaan Besar Jepang di Indonesia、英語: Embassy of Japan in Indonesia）は、インドネシアの首都ジャカルタにある日本の大使館である。

## 沿革
- 1909年2月14日、オランダ領東インド（現・インドネシア）の首都バタヴィア（現・ジャカルタ）に在バタヴィア日本帝国領事館が開設される[1]。
- 1941年12月8日、大日本帝国が英領マレー（現・マレーシア西部）のマレー半島に上陸を開始すると共にアメリカ合衆国のハワイを奇襲して、米英両国に宣戦布告する[2]。
- 1941年12月8日、オランダが大日本帝国に対して宣戦布告し[3]、オランダ領東インドの在バタヴィア日本帝国領事館、在スラバヤ日本帝国領事館、在メダン日本帝国領事館を一斉に閉鎖する[1]。
- 1942年3月9日、オランダ領東インド政府が大日本帝国に降伏し、現在のインドネシアに相当する地域で日本による統治が開始される[4]。
- 1945年8月14日、対米戦線と対ソ戦線で度重なる連敗を喫した大日本帝国が一度は黙殺していたポツダム宣言を受諾し、連合国に対して降伏の意志を表明する[5]。
- 1945年8月15日、日本時間の正午に終戦の詔書がラジオで流され[5]、日本による元オランダ領東インドの統治が放棄されることが周知される。
- 1945年8月17日、ジャカルタで[6]インドネシア人の独立派スカルノおよびモハマッド・ハッタ両名による独立宣言が表明されるが、元宗主国のオランダは独立を承認せず武力行使を決意する[7]。
- 1949年12月27日、4年以上にわたるインドネシア独立戦争を経て、オランダがオランダ領東インドの放棄を受諾してインドネシアの独立を承認する[8]。
- 1951年11月22日、ジャカルタ在外事務所が開設される[1]。
- 1952年4月28日、サンフランシスコ平和条約の発効により日本国が独立する[9]。
- 1952年8月5日、ジャカルタ在外事務所に代わって在ジャカルタ日本国総領事館が開設され、同日に在スラバヤ日本国領事館が再開される[1]。
- 1958年4月15日、日本国とインドネシア共和国との平和条約及び日本国とインドネシア共和国との間の賠償協定が発効し[10][11]、ジャカルタの総領事館が在インドネシア日本国大使館に昇格する[1]。
- 2008年、日本とインドネシアの国交樹立50周年を記念してジャカルタを中心に各地で様々な交流イベントや祭が開催され、翌年から毎年開催されるジャカルタ日本祭り（JJM）の源流となる[12]。

## 所在地
| 日本語               | 〒10350 ジャカルタ市ジャラン・M・H・タムリン24番 |
| インドネシア語・英語 | Jl. M.H. Thamrin No. 24, Jakarta 10350           |

## 著名な在勤者
- 石井淑普（サトゥリア） - 日本陸軍少尉、インドネシア独立戦争義勇兵、インドネシア陸軍中尉
- 尾﨑正直 - 高知県知事
- 倉沢愛子 - 慶應義塾大学教授。日本占領期のインドネシア史や現代インドネシアを研究対象とする
- 櫻澤健一 - 内閣情報調査室内閣審議官
- 志村仁 - 財務省北海道財務局長、アイフル取締役、ライフカード監査役
- 田中均 - 外務審議官、日本総合研究所国際戦略研究所理事長
- 藤﨑一郎 - 駐米大使、上智大学教授、学校法人北鎌倉女子学園理事長
- 村田茂樹 - 観光庁次長
- 柳井俊二 - 外務事務次官、国際海洋法裁判所判事
- 葉梨康弘-警察官僚、衆議院議員、法務大臣